# Arenaria guicciardii
Arenaria guicciardii är en nejlikväxtart som beskrevs av Pierre Edmond Boissier. Arenaria guicciardii ingår i släktet narvar, och familjen nejlikväxter. Inga underarter finns listade i Catalogue of Life.